# Château Iulia Hasdeu
Le château Iulia Hasdeu est une folie construite pour l'écrivain et académicien roumain Bogdan Petriceicu Hasdeu en souvenir de sa fille unique Iulia Hasdeu morte à presque 19 ans de la tuberculose en 1888.
Bogdan Petriceicu Hasdeu fut profondément affecté par la mort de sa fille. Il cessa d'écrire et de s’intéresser à sa passion pour la linguistique et l'encyclopédie. 
Après la mort de sa fille unique, il est devenu mystique, pieux et pratiquant le spiritisme. Il fit construire le château Iulia Hasdeu dans la ville de Câmpina en sa mémoire. L'édifice fut terminé en 1896. Le monument subit des dommages lors de la Première Guerre mondiale, lors de la Seconde Guerre mondiale puis lors de la dictature communiste. À chaque fois il fut restauré mais une grande partie de son mobilier originel avait disparu quand en 1955, il fut classé aux monuments historiques .
Bogdan Petriceicu Hasdeu est décédé le 25 août 1907 à Campina, laissant derrière lui une œuvre vaste et durable. Son corps repose au cimetière Bellu de Bucarest, à côté de celui de sa fille Iulia.